# 田村ゆかり LOVE LIVE 2023 *with me?*

『田村ゆかり LOVE ♡ LIVE 2023 *with me？*』（たむらゆかり ラブ ライブ にせんじゅうさん ウィズ ミー）は、田村ゆかりの通算24作目の映像作品。Blu-rayは通算18作目となる。2024年3月27日にBlu-rayとDVDが同時リリースされた。

## 概要
2023年9月2日・3日に東京ガーデンシアターで行われた「田村ゆかり LOVE ♡ LIVE 2023 *with me？*」の公演、3日が収録されている。
特典映像は「田村ゆかり LOVE ♡ LIVE 2023 *with me?* Document Movie」が収録されている。

## 演奏会場
- 埼玉 川口総合文化センターリリア（4月22日）
- 栃木 栃木県総合文化センター メインホール（4月23日）
- 広島 広島文化学園HBGホール（4月29日）
- 大阪 グランキューブ大阪（大阪国際会議場）（4月30日・8月20日）
- 新潟 新潟テルサ（5月5日）
- 神奈川 神奈川県民ホール（5月7日）
- 兵庫 神戸国際会館 こくさいホール（5月28日）
- 岡山 倉敷市民会館（6月3日）
- 京都 ロームシアター京都 メインホール（6月4日）
- 静岡 アクトシティ浜松 大ホール（6月10日）
- 茨城  ザ・ヒロサワ・シティ会館 大ホール（6月17日）
- 東京 J:COMホール八王子（6月18日）
- 石川 北陸電力会館 本多の森ホール（6月24日）
- 長野 ホクト文化ホール 大ホール（6月25日）
- 愛知 日本特殊陶業市民会館 フォレストホール（7月1日）
- 三重 四日市市文化会館 第1ホール（7月2日）
- 埼玉 大宮ソニックシティ 大ホール（7月8日）
- 神奈川 横須賀芸術劇場 よこすか劇場（7月9日）
- 群馬 高崎芸術劇場 大劇場（7月17日）
- 北海道 カナモトホール（札幌市民ホール）（7月22日）
- 岩手 盛岡市民文化ホール 大ホール（8月5日）
- 宮城 仙台サンプラザホール（8月6日）
- 静岡 富士市文化会館 ロゼシアター（8月11日）
- 奈良 なら100年会館 大ホール（8月13日）
- 福岡 福岡サンパレス（8月19日）
- 東京 東京ガーデンシアター（追加公演）（9月2日・3日）

## 収録内容
1. -Prologue-
2. Fanfare
3. Bejewel Escape
4. -MC 1-
5. QT Two-Face
6. 私だけ Missing
7. BITTER SWEET HOLIDAY
8. -TV Show "with me"-
9. わすれもの
10. -MC 2-
11. mon chéri
12. 天使のお仕事
13. 忘れな月
14. Short Movie #1
15. ぜんぶきみのせい。
16. ちょっとだけワルイコ
17. HITOME VOLTAGE
18. 幽玄サクリファイス
19. Short Movie #2
20. Everlasting Voice
21. Trouble Emotion
22. エキセントリック・ラヴァー
23. -Road to "with you"-
24. くちびるプラトニック
25. -MC 3-
26. La La Love call
27. fancy baby doll
28. Tremolo Mellow
29. うらはら兎のねがいごと
30. -Encore-
31. ブルジェオンの薔薇
32. -MC 4-
33. ケセラセラ
34. Super Special Smiling Shy girl
35. -Epilogue-
36. -MC 5-
37. -Double Encore-
38. La La Love call
39. -Epilogue-

特典映像
- 田村ゆかり LOVE ♡ LIVE 2023 *with me?* Document Movie